# 台灣基督長老教會聖經學院
台灣基督長老教會聖經學院位於新竹市，俗稱新竹聖經學院、竹聖，是一所隸屬台灣基督長老教會的學校，為內政部定義之宗教研修機構。
此校成立於1952年9月16日，原名私立台北聖經學院，原址於台北市中山北路台灣神學院內。1955年6月台灣神學院遷址，此校亦南遷竹北，並於1955年10月22日更名為（私立）長老會聖經學院。於1960年遷移至新竹市現址，更名為台灣基督長老教會聖經書院。1979年又再更名為台灣基督長老教會聖經學院迄今。

## 校史
- 1952年9月16日：台灣基督長老教會與加拿大長老教會、美北長老教會合作創立「私立台北聖經學院」。
- 1955年6月底：本校遷移竹北。
- 1955年10月22日：更名為「私立長老會聖經學院」。
- 1960年2月29日：本校遷移至現址。
- 1960年7月：修改學制為四年：預科兩年，本科兩年；本校招收初中或高中畢業生。
- 1962年：更名為「台灣基督長老教會聖經書院」，本校「仁光幼兒園」開辦。
- 1968年6月：廢止聖經科與基督教教育科，只招收幼稚教育科。
- 1974年：增設教會幹事科。
- 1975年10月3日：東南亞神學院協會接納本院為準會員。
- 1979年5月：更名為「台灣基督長老教會聖經學院」。
- 1982年：增設基督教語文系英文組(四年制)。
- 1982年10月25日：舉行建校三十週年感恩紀念慶典，暨信徒訓練大樓與大禮堂破土典禮。
- 1985年3月5日：信徒訓練大樓開工。
- 1986年4月1日：信徒訓練大樓竣工。
- 1987年：設立教會音樂系。本院改制，教會事工科改為四年制教會事工系；普通科改為三年制，幼稚教育科停招。
- 1988年：停招國中畢業普通科。
- 1988年8月：音樂館教室大樓動工。
- 1989年2月16日：室內溫水游泳池開工。
- 1989年4月：台灣基督長老教會總會松年事工委員會與本院合辦「松年學苑(大學)」，校本部設立於本院。
- 1989年7月：才育中心游泳池正式啟用。
- 1989年9月：音樂系館啟用。
- 1991年9月：教會事工系幼教組正式改為幼兒教育系。
- 1994年9月：原「信徒訓練中心」擴大改編為「延伸教育部」。
- 1996年9月：開設信徒神學系分別於桃園及新竹地區授課。
- 2000年12月18日：綜合教育大樓開工。
- 2001年8月：全面採用新學制及課程。
- 2002年9月20日：創校50週年紀念禮拜暨綜合教育大樓奉獻典禮。
- 2009年9月：靈修研習所開課。
- 2012年11月9日～11月10日：舉辦創校六十週年紀念活動暨任賜瑞靈修圖書館揭幕使用。

## 學制
此校採學分制，主要授予四種學位。
- 神學士
- 外國語文學士
- 教會音樂學士
- 人文學士

## 歷任校長
| 任期 | 姓名   | 上任日期   | 卸任日期  | 備註                                                                     |
| ---- | ------ | ---------- | --------- | ------------------------------------------------------------------------ |
| 兼任 | 孫雅各 | 1952年9月  | 1953年2月 | 台灣神學院院長兼任本校校長                                               |
| 1    | 明有德 | 1953年3月  | 1955年5月 | 加拿大籍宣教師                                                           |
| 2    | 吳天賜 | 1955年6月  | 1967年    | 美國基督教神學院碩士，曾於臺灣、中國大陸、美國等地開拓44間教會           |
| 代理 | 鄭連坤 | 1967年     | 1969年8月 | 聖經學院董事長                                                           |
| 代理 | 王英世 | 1969年9月  | 1972年5月 |                                                                          |
| 3    | 王英世 | 1972年6月  | 1994年6月 | 台灣神學院畢業，曾任本校教務主任、總務主任、平信徒訓練主任、羅東教會。   |
| 4    | 林瑞隆 | 1994年7月  | 2006年7月 | 美國德魯大學博士，曾任本校教務長、東寧教會、台北東門教會。               |
| 5    | 劉錦昌 | 2007年8月  | 2015年9月 | 台南神學院畢業，曾任台灣基督長老教會總幹事、東寧、恆春、台南神學院教授。 |
| 6    | 阮介民 | 2015年10月 | 現任      | 台灣神學院畢業，曾任台灣神學院牧育長、西屯教會、長老教會松年大學總校長。 |

## 姊妹院校
- 美国夏洛特皇后大學
- 美国西北大學
- 美国達拉斯浸信會大學

## 外部連結
- 聖經學院官方網站 （页面存档备份，存于）